# Pseudolysimachion
Pseudolysimachion es un género de plantas de flores de la familia Scrophulariaceae con 20 especies. 

## Especies seleccionadas
- Pseudolysimachion alatavicum
- Pseudolysimachion andrasovszkyi
- Pseudolysimachion arenosum
- Pseudolysimachion bachofenii
- Pseudolysimachion banaticum
- Pseudolysimachion barrelieri

## Sinónimo]
- Pseudo-Lysimachium

- Datos: Q161445
- Multimedia: Pseudolysimachion / Q161445
- Especies: Veronica subg. Pseudolysimachion